# برج بمونی آقا

مدل بازسازی شده برج بمونی آقا - این مدل در سال ۱۳۹۷ توسط سینا زارعی نوه بمونی آقا، مدل‌سازی شد.

برج بمونی آقا، روستایی از توابع بخش مرکزی شهرستان بهبهان استان خوزستان ایران در ۱۵ کیلومتری جنوب شهرستان بهبهان و در کنار رودخانه خیرآباد واقع شده‌است. ساکنان این روستا عموماً به کشاورزی مشغولند و عدهٔ کثیری از اهالی تحصیل کرده روستا،  به‌دلیل موقعیت کاری خود در شهرهایی نظیر بهبهان، اهواز و دیگر شهرستانها ساکن می‌باشند.

## تاریخچه
حدود 200 سال پیش، حاج بمونی آقای بزرگ که از بزرگان طایفه آقاجری بود، قلعهٔ زیبا و محکمی در بالای تپه‌ای که مشرف به رودخانه بود برای سکونت خود بنا کرد.
این قلعه دارای ۲ بخش اصلی شمالی و جنوبی می‌باشد. طبقه اول ضلع جنوبی قلعه که مشرف به رودخانه و معروف به " خان نشین " بود، اتاق مخصوص حاجی و مهمانان ویژه و اتاق‌های طبقه همکف متعلق به زن، دختران و پسران حاجی و خدمتکاران در طبقه اول بخش شمالی قلعه زندگی می‌کردند و طبقه همکف این بخش از قلعه محل نگهداری دام و علوفه بود.
قلعه از سه طرف مشرف به پرتگاه و تنها راه «بار رو» ی قلعه از پشت بود که در مواقع ضروری توسط «تفنگچی ها» از طریق دریچه‌هایی به نام «تیرکش» که در طبقه اول ساختمان طراحی شده بود، حراست می‌شد.
بعداز حاجی بمونی، نوادگانش در این قلعه زندگی کردند که آخرین آنها بمونی آقا بود. بمونی آقا فرزند برات آقا و نوه «حاجي بمونی » بود.
روستای دارای یک مسجد قدیمی و يك آسیاب آبی بود که توسط حاج بمونی بعد از بازگشت از مکه بنا شد.
با امتیاز داشتن این آسیاب، روستاییان زیادی از  اطراف برای آسیاب گندم و جوی خود به این روستا می‌آمدند. آب این آسیاب از مسیری حدود ۳ کیلومتر بالاتر، از درون قنات‌هایی که با دست اهالی روستا زده شده بود و از ميان صخره ها، زیر نخل‌ها و نهايتاً از پشت مسجد قديمي روستا می‌گذشت و تا وارد آسیاب می‌شد و سنگ‌های آسیاب را به حرکت درمی‌آورد… و این چرخه، چشم‌اندازی زیبا و فعالی از روستا درست کرده بود.
و همچنان سال‌ها بعداز فوت حاجی بمونی، چرخ‌های این آسیاب چرخیدند و چرخیدند تا وقتی که دیگر آسیاب آبی از رونق افتاد و ساختمانش  به‌دلیل عدم نگهداری و تعمیرات کم‌کم تخریب شد.
(ایل بزرگ آقاجری دارای ۱۴ زیر مجموعه می‌باشد که از شمال غرب کشور به منطقهٔ خوزستان مهاجرت و در بهبهان، آقاجری و هفتگل سکنا گزیدند)

مدل بازسازی شده بخش داخلی برج بمونی آقا

## جمعیت
این روستا در دهستان حومه قرار دارد و جمعیت روستا حدوداً ۲۳۰ نفر ساکن دائم(۴۰ خانوار) می‌باشد.

## مدرسه روستا
روستا داری یک مدرسه کوچک ۲ کلاسه می‌باشد که دانش آموزان می‌توانند تا کلاس ششم ابتدایی را در آن بگذرانند. به نسبت جمعیت روستا، از این مدرسه کوچک تاکنون دانش آموزان زیادی به دانشگاه‌های سراسر کشور ورود کرده‌اند و معلمان، کارشناسان، مهندسان و پرستاران مجرب زیادی را به بدنه فعال و کارآمد جامعه تحویل داده‌است.

## کشاورزی
کشاورزان برج بمونی آقا هر ساله در ۲ نوبت - بهاره و پاییزه، محصولاتی از قبیل گوجه، خیار، کنجد، خربزه، ذرت، گندم و جو را به شیوه سنتی کشت می‌کردند. این شیوه بسیار خسته کننده، پرهزینه و کم درآمد بود و همچنین با هر کشت، قدرت و حاصلخیزی زمین کمتر و کمتر می‌شد تا اینکه در سال ۱۳۸۸ تیمی از کشاورزان روستا با ثبت شیوه‌ای از کاشت و آبیاری محصول به نام خود، تحولی در این صنعت ایجاد کردند. آبیاری آسان و کم مصرف، تزریق کود سریعتر و موثرتر، سمپاشی برای از بین بردن علف‌های هرز سریعتر و حتی برداشت پرثمر محصول از مزایای این طرح می‌باشد. از آن به بعد هندوانه به لیست محصولات کشاورزی این روستا اضافه شد و کشاورزان روستا با وسعت بیشتری به کشاوزی مشغول شدند و امروزه به برکت و همت این مردم، روستای برج به یک قطب اقتصادی شهرستان بهبهان تبدیل شده‌است.

برداشت ذرت در روستای برج بمونی آقا

## زندگی در روستا
شیوه زندگی اهالی روستا با داشتن امکاناتی مانند برق، آب، تلفن، اینترنت و همچنین ورود کامپیوتر، گیرنده‌های مدرن، کالاهای لوکس خانگی و وسایل نقلیه، از آن حالت سنتی به شکلی مدرن و امروزی تغییر حالت داده‌است. بگونه‌ای که بچه‌های روستا به‌جای بازی‌های قدیمی و سنتی مانند "گرگرکا"،"کلی بلی"،"۷سنگ" و دیگر بازی‌های پرتحرک به بازی‌های رایانه ای، اسکیت و غیره روی آورده‌اند.
با این حال اهالی روستای برج بمونی آقا هنوز جشن‌ها و مراسمات خود را با اندکی تغییر به شکلی سنتی و در چهارچوب فرهنگ خود اجرا می‌کنند. درصد فقیر نشین در این روستا صفر است. برخی مردم روستا با وجود اینکه در شهر بهبهان خانه دارند، روستا را برای سکونت انتخاب کرده‌اند و این تنها به خاطر ارادت و وابستگی است که به خاک خود دارند.

نمایی از روستای برج بمونی آقا در فصل زمستان